# Dorfkirche Seisla

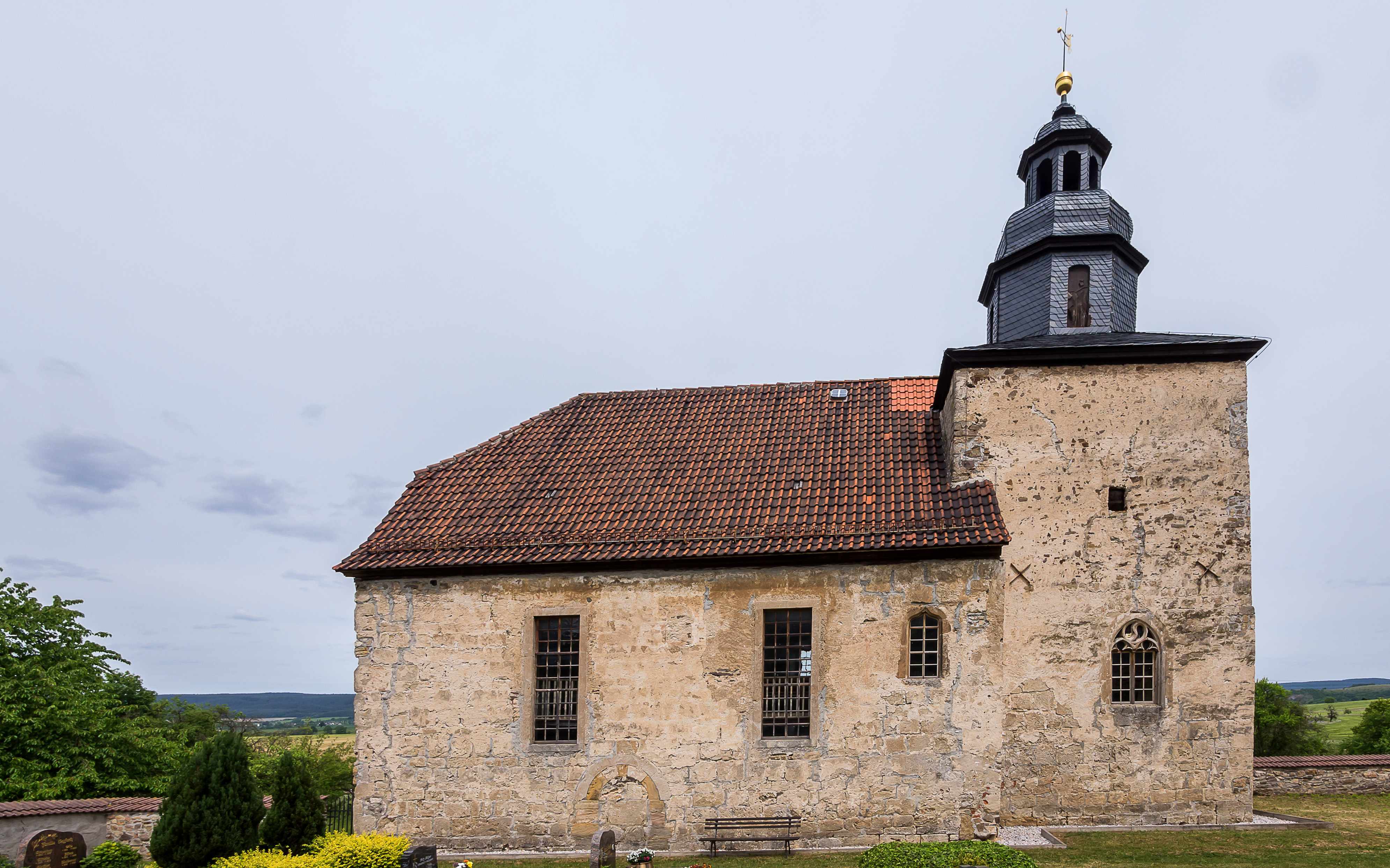
Dorfkirche Seisla

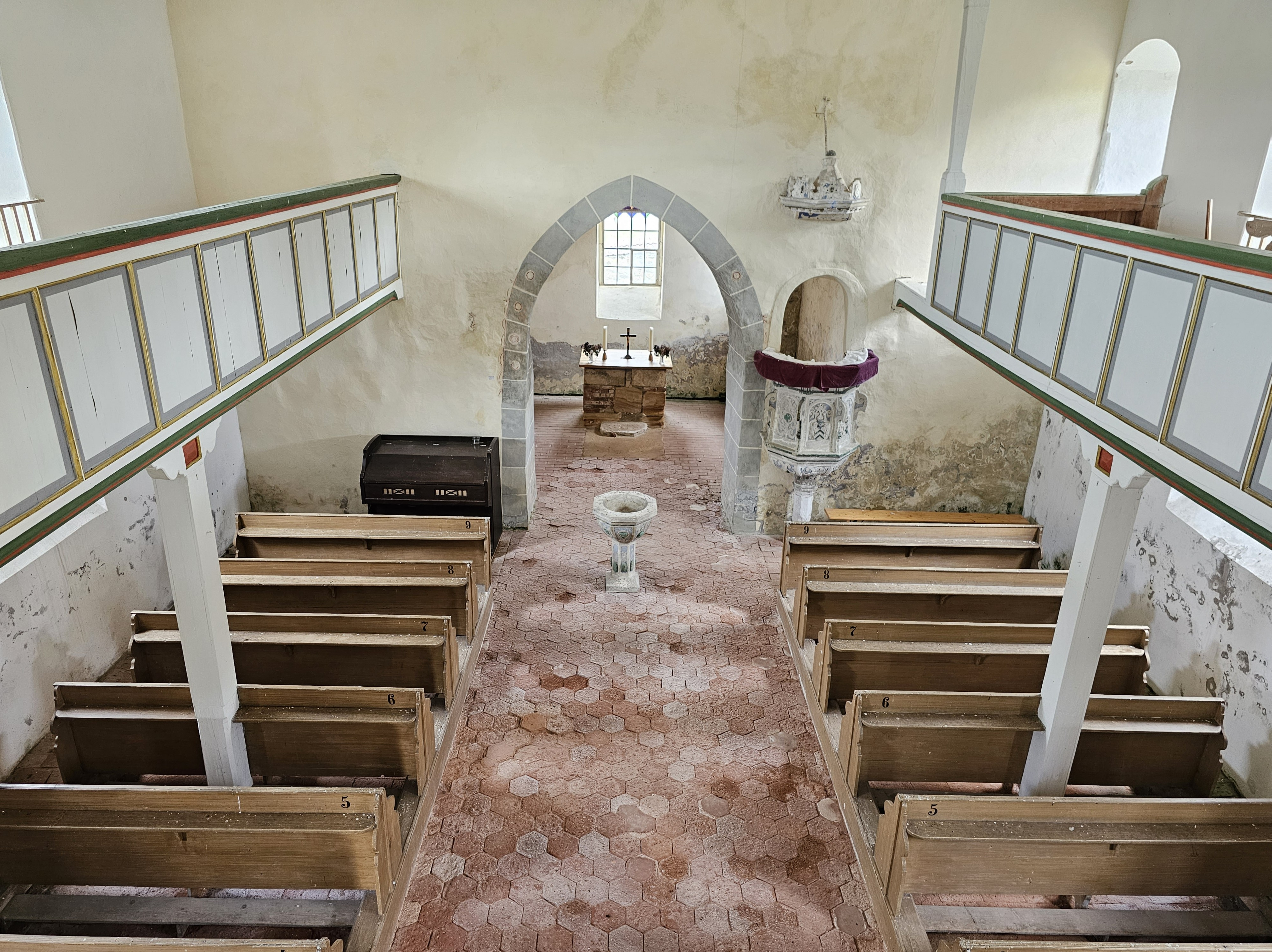
Innenraum (2023)

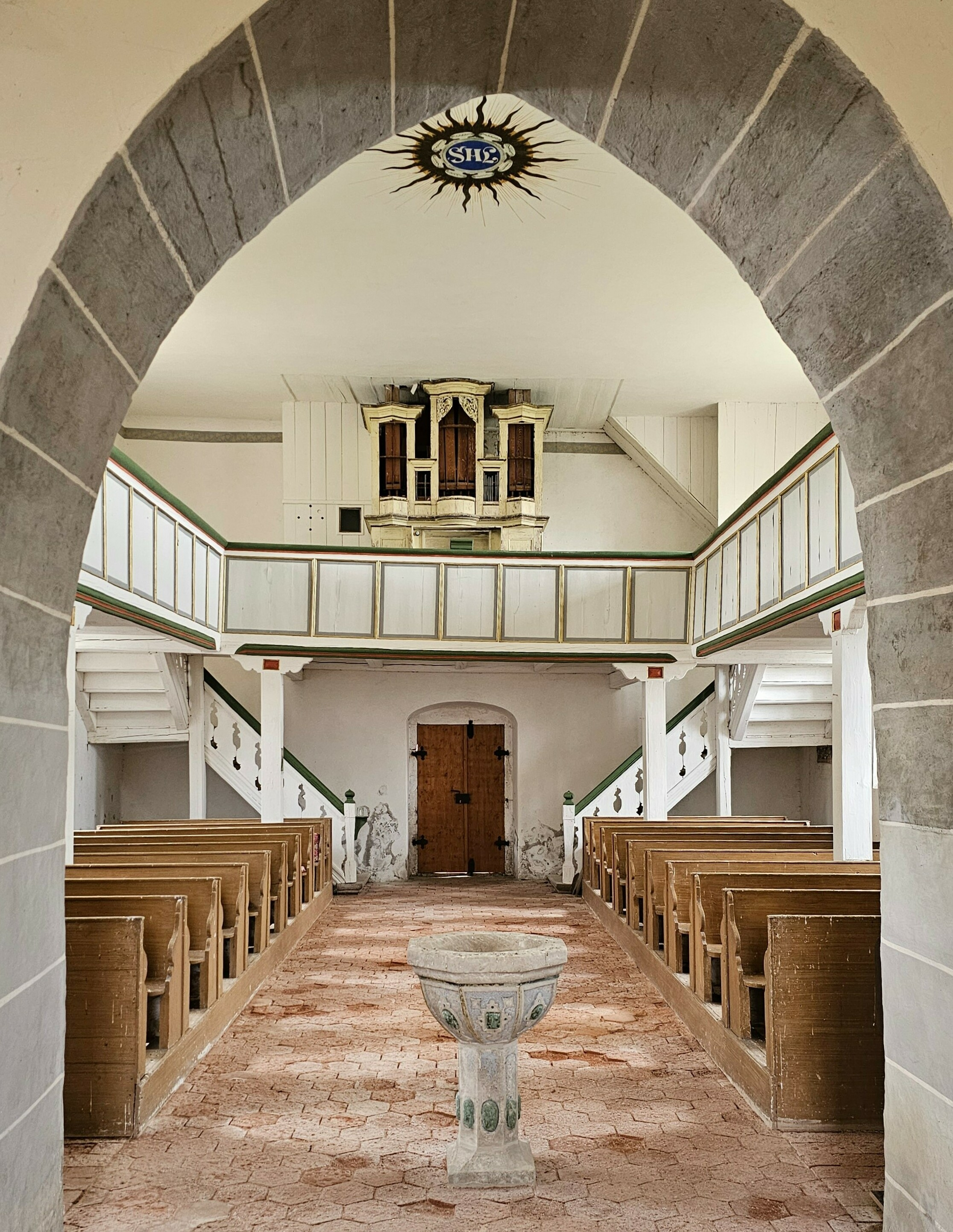
Blick zur Orgel

Die evangelisch-lutherische denkmalgeschützte Dorfkirche Seisla steht in Seisla, einer Gemeinde im Saale-Orla-Kreis von Thüringen. Die Kirchengemeinde Seisla gehört zum Kirchengemeindeverband Ranis-Gräfendorf im Kirchenkreis Schleiz der Evangelischen Kirche in Mitteldeutschland.

## Beschreibung
Die ehemalige romanische Saalkirche hatte ein rechteckiges Kirchenschiff und einen wuchtigen eingezogenen Chorturm. Um 1627 und 1771 wurden bauliche Veränderungen vorgenommen. Die Konche wurde entfernt und es entstand eine zweiteilige gotische Kirche aus Chor und Kirchenschiff. Der Turmschaft erhielt einen schiefergedeckten Dachreiter, der aus einem achtseitigen Aufsatz besteht, der den Glockenstuhl beherbergt. Dort hängt eine bronzene Kirchenglocke, die mit 1885 datiert ist. Der zweite Platz ist leer. Darauf sitzt eine Haube, die von einer offenen Laterne mit einer Turmkugel und einem Wetterhahn bekrönt ist. An der Südseite des Kirchenschiffes ist das zugemauerte romanische Portal erkennbar. 
Der mit einer Holzbalkendecke überspannte Innenraum bekam 1771 eine eingeschossige Empore. Unter dem kleinen spitzbogigen Triumphbogen steht ein einfacher, gemauerter Blockaltar und eine Mensa aus Holz. Auf der rechten Seite führt ein Durchbruch zur Kanzel, die aus Stein gehauen ist. Die Orgel mit ehemals sechs Registern, verteilt auf ein Manual und Pedal, wurde im 19. Jahrhundert von einem unbekannten Orgelbauer erbaut. Seit einem Pfeifendiebstahl 1983 ist sie stark zerstört und nicht mehr spielbar. Als Ersatz dient ein Harmonium.